# 忠貞
| ウィキペディアには「忠貞」という見出しの百科事典記事はありません（タイトルに「忠貞」を含むページの一覧/「忠貞」で始まるページの一覧）。 代わりにウィクショナリーのページ「忠貞」が役に立つかもしれません。 |